# Сан Теренцијано (Перуђа)
Сан Теренцијано је насеље у Италији у округу Перуђа, региону Умбрија.
Према процени из 2011. у насељу је живело 1153 становника. Насеље се налази на надморској висини од 523 м.